# Apache Excalibur
El proyecto Apache Excalibur produce un conjunto de bibliotecas para programación basada en componentes en el lenguaje de programación Java. Sus principales productos incluyen el framework Avalon de inversión de control, un contenedor basado en Avalon llamado Fortress, y un conjunto de componentes de software compatibles con Avalon.
Excalibur salió del proyecto original de Apache Avalon después del cierre de Avalon en 2004.  Desde entonces Apache Excalibur ha alojado el framework de Avalon framework y el código fuente relacionado con él.
El 4 de marzo de 2011, argumentando la falta de actividad en el proyecto la Fundación Apache anunció que retira el proyecto Excalibur, de esta forma éste se traslada a Apache Attic.